# Ольшанка (гміна, Лосицький повіт)
Гміна Ольшанка (пол. Gmina Olszanka) — сільська гміна у центральній Польщі. Належить до Лосицького повіту Мазовецького воєводства.
Станом на 31 грудня 2011 у гміні проживало 3137 осіб.

## Площа
Згідно з даними за 2007 рік площа гміни становила 87.34 км², у тому числі:
- орні землі: 82.00%
- ліси: 12.00%

Таким чином, площа гміни становить 11.32% площі повіту.

## Населення
Станом на 31 грудня 2011:
| Опис     | Загалом | Загалом | Чоловіки | Чоловіки | Жінки | Жінки |
| -------- | ------- | ------- | -------- | -------- | ----- | ----- |
| одиниця  | осіб    | %       | осіб     | %        | осіб  | %     |
| все      | 3137    | 100     | 1589     | 50.65    | 1548  | 49.35 |
| міське   | 0       | 100     | 0        |          | 0     |       |
| сільське | 3137    | 100     | 1589     | 50.65    | 1548  | 49.35 |

## Сусідні гміни
Гміна Ольшанка межує з такими гмінами: Гушлев, Збучин, Лосіце, М'єндзижець-Подляський, Морди.